# 小佛肚苣苔
小佛肚苣苔（学名：Oreocharis parva）为苦苣苔科马铃苣苔属下的一个种。